# Cantharolethrus homoderoides
Cantharolethrus homoderoides es una especie de coleóptero de la familia Lucanidae.

## Distribución geográfica
Habita en Costa Rica.